# Mormolyca polyphylla
Mormolyca polyphylla är en orkidéart som beskrevs av Leslie Andrew Garay och Carl Wirth. Mormolyca polyphylla ingår i släktet Mormolyca och familjen orkidéer. Inga underarter finns listade i Catalogue of Life.